# Арка (музикант)
Алехандра Герсі Родрігес (ісп. Alejandra Ghersi Rodrigues; нар. 14 жовтня 1989), відома під сценічним псевдонімом Арка (ісп. Arca) — венесуельська співачка, авторка пісень, музична продюсерка та діджейка. Живе та працює в Барселоні, Іспанія.
Співпрацювала з такими артистами як Б'єрк, Каньє Вест, Rosalia, FKA twigs, SIA та Kelela.

## Біографія
Арка (Алехандра Герсі) народилася у Каракасі, Венесуела, у заможній родині. Її батько працював інвестиційним банкіром, а мати викладала в International Studies. Коли їй було 3 роки, її сім'я переїхала в Дарієн (Коннектикут, США), але через 6 років сім'я Герсі повернулася до Венесуели.
Арка описує своє виховання у Венесуелі як «бульбашку», сім'я жила в закритій громаді, де вона здобула приватну освіту і почала брати уроки гри на фортепіано.
У віці 13 років Алехандра кинула уроки піаніно. У 15 років почала писати музику під псевдонімом Nuuro. Пізніше вона одержала високі відгуки від таких венесуельських виконавців, як Los Amigos Invisibles.
У цей період вона також співпрацювала з іншими венесуельськими артистами, наприклад, програмувала синтезатори в альбомі Nuestra, номінованого на Ґреммі La Vida Bohème.
У 17 років Герсі переїхала до Нью-Йорка і вступила Інституту запису музики Клайва Девіса при Нью-Йоркському університеті.
У Нью-Йорку Арка остаточно сформувала стиль своєї музики.

## Творчість
1 лютого 2012 року Арка випустила перший мініальбом «Barón Libre». Пізніше цього ж року вийшли ще 2 мініальбоми: «Stretch 1» і «Stretch 2».
У 2013 році Арка стала продюсером та співавтором п'яти пісень з альбому «Yeezus» Каньє Веста. Цього ж року 23 липня Арка випустила мікстейп «&&&&&&» на SoundCloud. 17 вересня вийшов мініальбом «EP2» від FKA twigs, де Арка була вказана продюсером та співавтором кожної пісні.
Дебютний студійний альбом «Xen» вийшов на лейблі Mute Records 4 листопада 2014 року. Також є інша версія альбому (Xen ????? Edition), що містить ще два додаткові треки — «????? A» та «????? B».
20 січня 2015 вийшов альбом Б'єрк «Vulnicura», де Арка була вказана як продюсер семи пісень і як співавтор двох.
Другий студійний альбом «Mutant» вийшов 20 листопада 2015 року.
22 лютого 2017 року Arca підписала контракт з «XL Recordings» і випустила «Piel», перший сингл з третього студійного альбому. Третій студійний альбом, який отримав назву «Arca», вийшов 7 квітня 2017 року.
Пізніше у 2017 році Арка знову співпрацювала з Б'єрк над її дев'ятим студійним альбомом Utopia, спродюсувавши переважну більшість запису. Б'єрк пояснила, що альбом досліджує «перекриття Arca-Björk». 18 грудня 2017 року було опубліковано музичне відео за участю Арки на «Arisen My Senses».
Арка також співпрацювала з Kelela над її дебютним студійним альбомом «Take Me Apart», що вийшов у жовтні 2017 року.
Реліз 62-хвилинного синглу «@@@@@», створеного разом з аудіовізуальним режисером Фредеріком Хейманом, відбувся у лютому 2020.
Через 4 місяці на лейблі XL Recordings вийшов четвертий студійний альбом під назвою «KiCk i», за участю Б'єрк, Rosalía, Shygirl and Sophie. Альбом містить чотири сингли — «Nonbinary», «Time», «KLK» (спільно з Rosalía) та «Mequetrefe».
У вересні 2020 року ремікс Арки на «Rain on Me» Lady Gaga та Аріани Гранде, який містить семпли пісень «Time» та «Mequetrefe» з Kick I, вийшов як частина альбому реміксів Lady Gaga Dawn of Chromatica".
У грудні 2020 року відбувся реліз ремікс-альбому «Riquiquí; Bronze-Instances» (1-100)".
У січні 2021 року вийшов мініальбом «Madre», що складається з чотирьох пісень.
Наприкінці 2021 року, починаючи з 30 листопада по 3 грудня, Arca випустила продовження альбому «KiCk i», які називаються «KICK ii», «KicK iii», «kick iiii», «kiCK iiiii».
П'ята частина, «Kick IIIII», вийшла «як сюрприз» 3 грудня 2021.
Арка стала співпродюсером треку «Tears In The Club» FKA Twigs за участю канадського співака Weeknd, який вийшов пізніше того ж місяця.
Як перформерка й музикантка Арка також співпрацює з брендами. На Лондонському тижні моди у 2021 році вона брала участь у шоу Burberry. 2018 року вона виконувала перформанс для Prada й SSENSE, а ще раніше створювала саундтреки для показів Hood by Air.

## Дискографія

### Студійні альбоми
- Xen (2014; Mute Records)
- Mutant (2015; Mute Records)
- Arca (2017; XL Recordings)
- Kick I (2020; XL Recordings)
- Kick II (2021; XL Recordings)
- Kick III (2021; XL Recordings)
- Kick IIII (2021; XL Recordings)
- Kick IIIII (2021; XL Recordings)

## Особисте життя
У підлітковому віці Алехандра заперечувала свою гомосексуальність, вважаючи це ненормальним.
У 2018 році Алехандра Герсі зробила камінг-аут як небінарна персона, пізніше додавши, що ідентифікує себе як трансжінка і просить використати щодо себе займенник вона або воно («…she/her or it/its.» у перекладі з англ.).